# Luca Schwarz
Luca Schwarz ist ein deutscher Volleyballspieler.

## Karriere
Schwarz spielte von 2018 bis 2025 mit der zweiten Mannschaft des ASV Dachau in der Regionalliga und Dritten Liga Ost. Parallel war er von 2020 bis 2022 beim VC Olympia München aktiv. Im Februar 2025 kam er beim ASV Dachau erstmals in der ersten Liga zum Einsatz. Zur Saison 2025/26 rückt er fest in den Erstliga-Kader auf.